# 오픈 볼트

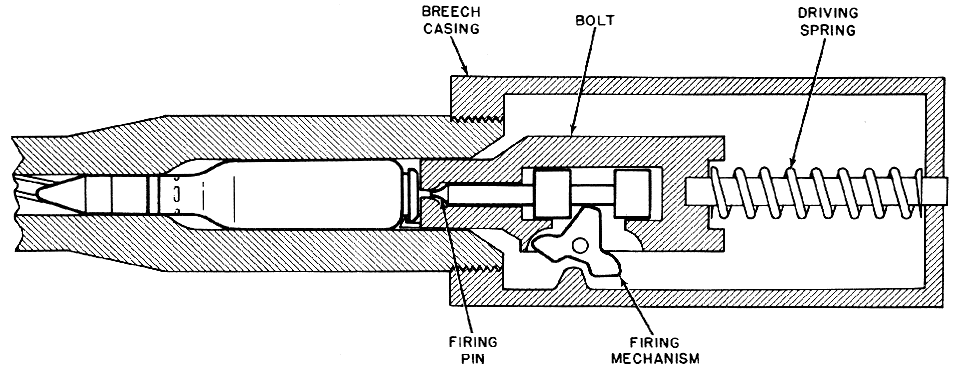

오픈 볼트 방식(open bolt design, open bolt firing, 개방 노리쇠 방식)은 반자동화기 혹은 자동화기에서 발사 준비 상태일 때, 탄약이 약실에 없고 노리쇠(bolt) 및 노리쇠 뭉치 등이 후퇴해 있는 방식이다. 방아쇠를 당기면 노리쇠가 전진하며 탄창 혹은 탄띠의 탄약을 약실에 밀어넣고, 곧바로 격발시킨다. 이후 가스 작동식, 블로우백 방식, 반동 이용식 등의 방법으로 노리쇠 후퇴, 탄피 배출 등의 기능 순환이 이루어진다.
다수의 기관총 및 기관단총에서 오픈 볼트(open bolt) 방식을 사용한다. 오픈 볼트 방식은 사격하지 않을 때 약실이 비어있기 때문에 약실의 열을 발산시키는 데 유리하다. 이러한 특성은 특히 기관총에서 중요한데, 약실 온도가 너무 올라가면 탄의 화약이나 뇌관이 발화(cook-off)되기 때문이다. 하지만, 발사 직전 노리쇠 및 노리쇠 뭉치 등이 움직이기 때문에 클로즈드 볼트 방식에 비해 정확도가 떨어진다.
클로즈드 볼트 방식과 비교했을 때, 일반적으로 오픈 볼트 방식 화기는 움직이는 부품 수가 적다. 또한, 생산 비용을 줄이기 위해 보통 공이는 노리쇠의 일부로서 고정식이다.

## 클로즈드 볼트와의 비교

### 장점
- 구조가 단순하고 생산 비용이 적게 든다.
- 약실의 열 발산이 용이하다. 따라서 지속 사격 시 오발 사고의 위험성이 적다.

### 단점
- 다음과 같은 이유로 초탄 명중률이 낮다.
  - 방아쇠를 당겼을 때 노리쇠나 노리쇠 뭉치와 같은 주요 작동 부품들이 움직인다.
  - 급탄과 격발이 거의 동시에 이루어진다.
  - 단순 블로우백 기관단총의 경우 노리쇠가 완전히 고정되지 않는다.
- 소음 화기에서 소음을 줄이기 위해 노리쇠와 노리쇠 뭉치를 전진된 상태로 고정시킬 수 없다
- 내부에 이물질이 들어간다.

## 오픈 볼트 방식 화기
- 기관단총 - 우지 기관단총, M3 기관단총 (Grease Gun), 스텐 기관단총, 스털링 기관단총, 톰슨 기관단총, MAC-10, MP40
- 기관총 - FN 미니미, MG42, FN MAG, MG34, M60 기관총

## 복합 방식 무기
- FG-42 : 반자동 사격시에는 클로즈드 볼트 방식으로 작동하고, 완전 자동 사격시에는 오픈 볼트 방식으로 작동한다.

## 같이 보기
- 클로즈드 볼트
- 화기 작동 방식